# Potez 453
Потез 453 (фр. Potez 453) — французский гидросамолёт-истребитель, предназначенный для противовоздушной обороны флота в походе и базирования на крейсерах и линкорах старт с которых осуществляется с корабельной катапульты.

## История
Самолёт создавался на основе лёгкого разведчика Potez 452 с установкой более мощного двигателя Hispano-Suiza 14Hbs мощностью 720 л.с. Машина вышла на испытания 24 сентября 1935 года, в результате которых самолёт показал неплохие лётные данные. Среди недостатков были слабое вооружение, невозможность длительного патрулирования и пикирующий момент при старте с корабельной катапульты. К тому же анализ состояния иностранной авиатехники современной создаваемому самолёту вызывал сомнения в способности противодействовать новейшим образцам того времени, что послужило причиной отказа от дальнейшей разработки.

### Технические характеристики
- Экипаж: 1 человек
- Длина: 10,20 м
- Размах крыла: 11,20 м
- Высота: 3,45 м
- Площадь крыла: 19,00 м²
- Профиль крыла:
- Масса пустого: 1 534 кг
- Масса снаряженного:
- Нормальная взлетная масса: 1 937 кг
- Максимальная взлетная масса:
- Двигатель Hispano-Suiza 14Hbs
- Мощность: 1 x 720 л.с.

### Лётные характеристики
- Максимальная скорость: 318 км/ч
  - у земли:
  - на высоте м:
- Крейсерская скорость: 268 км/ч
- Практическая дальность: 540 км
- Практический потолок: м
- Скороподъёмность: м/с
- Нагрузка на крыло: кг/м²
- Тяговооружённость: Вт/кг
- Максимальная эксплуатационная перегрузка:

### Вооружение
- Пушечно-пулемётное:
  - 2х 7,5-мм пулемёта MAC 34[1]